# Xantusia gracilis
Xantusia gracilis (пісковикова нічна ящірка) — вид сцинкоподібних ящірок родини нічних ящірок (Xantusiidae). Ендемік США.

## Поширення і екологія
Пісковикові нічні ящірки відомі лише з типової місцевості, розташованої серед скель Тракхейвен в пустелі Колорадо, на території Державного парку Анза-Боррего у східній частині округа Сан-Дієго в Каліфорнії. Вони живуть в каньйонах, в тріщинах серед пісковикових скель.

## Збереження
МСОП класифікує цей вид як вразливий. Xantusia gracilis мають дуже обмежений ареал, якому може загрожувати знищення.